# Karolinska Institutet
Karolinska Institutet (KI, oprindelig Kongl. Carolinska medico-chirurgiska institutet) er et svensk, medicinsk universitet med sit største campus i Solna ved Stockholm. Universitetet blev grundlagt i 1810 og er Sveriges største center for medicinsk uddannelse og forskning med 30% af den medicinske uddannelse og 40% af den medicinske forskning i landet.
KI er et statsligt universitet og organiseret i 22 relativt selvstændige institutioner, som varetager forskning og uddannelse. 

## Nobelprisen
Siden 1901 har Nobelforsamlingen ved KI udpeget modtageren af Nobelprisen i fysiologi eller medicin.

## Universitetssygehus
'Karolinska Institutet' samarbejder med Karolinska Universitetssjukhuset. 

## Eksterne links
- Karolinska Institutet

59°20′56″N 18°01′36″Ø / 59.348888888889°N 18.026666666667°Ø